# Trichinose
Trichinose ook trichinellose, of trichiniasis, is een besmetting met de rondworm Trichinella spiralis die veroorzaakt wordt door het eten van rauw of onvoldoende verhit varkensvlees. De worm komt niet meer voor in de Nederlandse en Belgische veestapel. Hij zou nog kunnen voorkomen in geïmporteerd vlees van (in het wild levende) zwijnen.
Trichinose begint met besmetting van het maag-darm-kanaal. Eén tot twee dagen na besmetting verschijnen symptomen als misselijkheid en diarree. Als de besmetting zich uitbreidt komen daar weinig specifieke klachten bij: koorts, hoofdpijn, gezwollen oogleden, hoesten, spierpijn en jeuk. De worm kan zich in spierweefsel inkapselen, en zo jaren aanwezig blijven.
De meeste symptomen verdwijnen binnen een paar jaar. In sommige gevallen kan ernstige schade worden aangericht, bijvoorbeeld als de rondwormen ook het centraal zenuwstelsel bereiken, met ataxie, ademhalingsverlamming en zelfs de dood tot gevolg.
Trichinose kan worden vastgesteld door een bloedtest of een spierbiopt. In de ontlasting kunnen de 3mm lange vrouwelijke en de half zo grote mannelijke rondwormen worden gevonden.
Symptomen van trichinose kunnen worden onderdrukt met aspirine en corticosteroïden. De volwassen trichinella kunnen met anthelminthica zoals thiabendazool in het maag-darm-kanaal gedood worden, maar voor de larven is nog geen remedie beschikbaar.